# جبهة الأكراد
جبهة الأكراد (بالكردية: Eniya Kurdan)‏، الاسم الكامل: (لواء جبهة الأكراد لنصرة شعبنا السوري)، هو في الغالب فصيل كردي معارض يشارك في الحرب الأهلية السورية.
تعمل جبهة الأكراد في المناطق الكردية والمختلطة عرقيًا في محافظتي حلب و‌الرقة السورية، أساسًا خارج الجيوب الكردية شبه ذاتية الحكم في جبل الأكراد و‌لجزيرة ومقاطعة كوباني التي يسيطر عليها وحدات حماية الشعب. وتشمل هذه المناطق ريف شمال وشرق مدينة حلب، مدينة حلب نفسها، و‌منطقة تل أبيض في شمال محافظة الرقة، ومدينة الرقة نفسها.